# Sequência de feixe exponencial
Em matemática, a sequência de feixe exponencial é uma sequência exata curta fundamental de feixes usada em geometria complexa.